# Calliostoma ligatum
Calliostoma ligatum, is een in zee levende slakkensoort van de familie Calliostomatidae, en het geslacht Calliostoma. Er is geen Nederlandse naam voor deze soort die in 1849 beschreven is door John Gould.

## Voorkomen en verspreiding
Calliostoma ligatum is een omnivoor die tot 50 mm hoog kan worden en leeft op zeewier en kelpfauna's aan de westkust van Noord-Amerika van Californië tot Alaska (Oregonese- en Californische provincie).